# Ferme de La Train
La ferme de La Train est une ferme située en France, dans la région Bourgogne-Franche-Comté et le département de Saône-et-Loire, dans la commune de Romenay.

## Historique
Elle fait l’objet d’un classement au titre des monuments historiques depuis le 9 septembre 2014.